# Osvoll
Osvoll est une localité du comté de Nordland, en Norvège.

## Géographie
Administrativement, Osvoll fait partie de la kommune de Sortland.